# ويكي دوت
ويكي دوت (بالإنجليزية: Wikidot) هي شركة استضافة ويكي بولندية والتي تملك وتشغل وتدعم مجتمع مشاريع ويب المستندة إلى ويكي في موقعها Wikidot.com، وتقدم خدمات الشبكات الاجتماعية وخدمة استضافة ويكي (أو مزرعة ويكي)، والتي تم تطويرها في تورون بدولة بولندا.
في 1 أغسطس 2006 تم إطلاق موقع Wikidot.com ، وفي عام 2009 كانت الشركة تمثل ثالث أكبر مزرعة للويكي في العالم،  مع وجود 3,000,000 مستخدم يشغلون 150,000 موقع بحجم كلي 61 مليون صفحة من المحتوى الذي أنشأه المستخدمون (اعتبارًا من 8 يناير 2018).  
ويبلغ معدل نمو Wikidot.com الآن بحوالي 3000-4000 مستخدم جديد يوميًا، وقد تضاعف حجم الموقع تقريبًا خلال عام 2011.
في يناير 2008 أطلقت شركة Wikidot Inc. موقعها Wikidot.org ، وهو الإصدار الرسمي من البرمجيات الحرة والمفتوحة المصدر لمشروع برنامج Wikidot.com مع واجهة تعتمد على Ajax .
تأسست شركة Wikidot في ولاية ديلاوير بالولايات المتحدة الأمريكية، قسم الشركات، ملف رقم. 4326793.

## تاريخ الشركة
تمتلك شركة Wikidot Inc موقع ويكي دوت.كوم Wikidot.com وتديره.
وقد تأسست الشركة في ولاية ديلاوير بالولايات المتحدة الأمريكية في عام 2007 من قبل المؤسس Michał Frąckowiak ومجموعة من المستثمرين من القطاع الخاص.
وفي يناير 2008 تم تطوير Wikdot.com في بولندا وتم نشره كمصدر مفتوح قائم على الويب.
تستمد شركة Wikidot Inc إيراداتها من الإعلانات والخدمات بما في ذلك تراخيص الدعم. وتقع مكاتب الشركة التشغيلية في تورون بدولة بولندا.
وتصدرت ويكي دوت Wikidot باستمرار في قائمة أفضل 10000 موقع على شبكة الإنترنت من قبل Alexa منذ بداية عام 2008، وحالياً تم تصنيفها ضمن أفضل 5000 موقع.
اعتبارًا من مارس 2008، بدأ Wikidot.com في تقديم ميزات حساب احترافي لمختبري الإصدار التجريبي.
وفي 17 ديسمبر 2008، نشر ويكي دوت Wikidot.com حسابات احترافية لجميع المستخدمين.

## البرامج والميزات

### المميزات
- يحصل كل موقع على نطاق فرعي خاص به على wikidot.com
- نظام أذونات مرنة مناسب لكل من الويكي العامة والخاصة
- سمات قابلة للتخصيص لإنشاء شكل فريد ومظهر فريد [8]
- العديد من المكونات البرمجية المتاحة لتضمينها في صفحات الويكي
- تحقيق إيرادات من خلال البرامج الإعلانية المختلفة بما في ذلك Google AdSense [9]
- وثائق دعم مكثفة، ومنتدى نشط لدعم المجتمع

### الانتقادات
تم انتقاد خدمات ويكي دوت Wikidot لكونها شدية د التعقيد بالنسبة للمبتدئين. فهي لا يحتوي على محرر ما تراه هو ما تحصل عليه كما أن بناء جملة wiki غير متوافق مع صيغ wiki الأخرى في الموجودة على شبكة الإنترنت.
كما أن مساحة التخزين للحسابات المجانية محدودة، ولا تزال المواقع المجانية تعرض إعلانات نصية في بعض الحالات.
بالإضافة إلى ان طراز الأذونات المستخدمة بسيط للغاية خاصة للمستخدمين المتقدمين.
كما انه يتم تطوير المنتج ببطء وبقائمة طويلة من طلبات ميزات المستخدم المعلقة. وأيضًا يتعين على المسؤول / المالك أن يقرر بعد إنشاء الويكي إلى أي لغة سيغير الموقع. لذا فان هذا النموذج يعمل بشكل جيد على أساس الموقع ولكن ليس بعد على أساس المستخدم.

## مجتمع ويكي دوت
عمل المستخدمون الخبراء في Wikidot معًا لبناء أجزاء كبيرة من الخدمة.
في البداية، كان هذا موقعًا مجتمعيًا  (لدعم المستخدمين الجدد ومناقشة الحلول)، وموقع القصاصات  (للحصول على أجزاء قابلة لإعادة الاستخدام من الكود)، وكتيب متعدد اللغات.
في الوقت الحاضر، هناك كتيبات الألمانية والإنجليزية والإسبانية والإيطالية والفرنسية والتركية واليابانية والهولندية والبولندية والصينية والإندونيسية والرومانية والبرتغالية.

## واجهة ويكي دوت بلغات أخرى
منذ البداية، كانت واجهة Wikidot متاحة باللغتين الإنجليزية والبولندية.
وفي بداية عام 2011، بدأت ويكي دوت Wikidot مشروعها التجريبي المسمى «ترجم ويكي دوت» (Translate Wikidot). يتكون المشروع من ترجمة واجهة Wikidot إلى لغات أخرى لجعل الخدمة أكثر قابلية للدخول من قِبل المستخدمين غير الإنجليز، ويتم ذلك العمل بواسطة مستخدمي ويكي دوت Wikidot على أساس عمل تطوعي. كانت اللغات الأولى مع الترجمة النهائية هي الصربية  الفرنسية والألمانية،  وحصل المترجمون على حسابات + Pro مجانية لمدة عام كمكافأة على جهودهم. هناك أيضًا الإيطالية، الفنلندية، الهولندية، الصينية، اليابانية، الكورية، إلخ.
ولا يزال المشروع مستمرًا من وقت لآخر، حيث يتم تقديم المزيد من الميزات، وإضافة المزيد من النص، لذلك يتعين على المترجمين زيارة صفحة الإحصائيات من وقت لآخر للتحقق من وجود نص إضافي للترجمة.

## روابط خارجية
- Wikidot الصفحة الرئيسية